# Sven Sandell
Sven Sandell, död 14 mars 1734 i Stockholm, var en svensk bildhuggare.
Han var gift med Anna Maria Lind. Sandell utförde 1717 tre stycken nummertavlor för Hedvig Eleonora kyrka i Stockholm. Med hjälp av Erich Bergman tillverkade han 1723 ett marmorerat framstycke till altaret i Stora Tuna kyrka i Dalarna. 